# Klaus Wittmann (Übersetzer)
Klaus Wittmann (* 24. Mai 1937 in Krefeld; † 21. März 2023) war ein deutscher literarischer Übersetzer.

## Leben
Klaus Wittmann studierte Rechtswissenschaft an den Universitäten in Saarbrücken, Heidelberg und Bonn. Von 1963 bis 1999 war er für die Organisation Inter Nationes tätig. Wittmann lebte mit seiner Frau, der Übersetzerin Mirjana Wittmann, in Bonn.
Klaus Wittmann übersetzte in Zusammenarbeit mit Mirjana Wittmann literarische Texte aus dem Serbischen, Kroatischen und Bosnischen. 2006 erhielten beide für ihre Übersetzung von David Albaharis Mutterland den Brücke Berlin Literatur- und Übersetzerpreis, 2011 in Anerkennung ihres Lebenswerkes den Paul-Celan-Preis.

## Übersetzungen
- mit Mirjana Wittmann: David Albahari: Tagelanger Schneefall. Wien 1997.
- mit Mirjana Wittmann: David Albahari: Mutterland. Frankfurt am Main 2002.
- mit Mirjana Wittmann: David Albahari: Götz und Meyer. Frankfurt am Main 2003.
- mit Mirjana Wittmann: David Albahari: Fünf Wörter. Frankfurt am Main 2005.
- mit Mirjana Wittmann: David Albahari: Die Ohrfeige. Frankfurt am Main 2007.
- mit Mirjana Wittmann: David Albahari: Ludwig. Frankfurt am Main 2009.
- mit Mirjana Wittmann: David Albahari: Die Kuh ist ein einsames Tier. Frankfurt am Main 2011.
- mit Mirjana Wittmann: David Albahari: Der Bruder. Frankfurt am Main 2012.
- mit Mirjana Wittmann: Dragan Aleksić: Vorvorgestern. Berlin 2011.
- mit Mirjana Wittmann: Kaća Čelan: Saubere Hände. Wuppertal 1996.
- mit Mirjana Wittmann: Bora Ćosić: Die Rolle meiner Familie in der Weltrevolution. Berlin 1994.
- mit Mirjana Wittmann: Miloš Crnjanski: Iris Berlina. Leipzig 2011.
- mit Mirjana Wittmann: Šimo Ešić:  Weiße Welt, bunte Welt. Wuppertal 1997.
- mit Mirjana Wittmann: Radmila Lazić: Das Herz zwischen den Zähnen. Leipzig 2011.
- mit Mirjana Wittmann: Milan Marković: Guten Tag, Herr Hase. Wien 2009.
- mit Mirjana Wittmann: Nedjo Osman: Gebäre mich nicht. Weilerswist 2006.
- mit Mirjana Wittmann: Filip Šovagović: Cigla. Berlin 1999.
- mit Mirjana Wittmann: Filip Šovagović: Die Vögelchen. Berlin 2002.
- mit Mirjana Wittmann: Biljana Srbljanović: Familiengeschichten. Berlin 1998.
- mit Mirjana Wittmann: Biljana Srbljanović: Der Sturz. Berlin 2000.
- mit Mirjana Wittmann: Biljana Srbljanović: God save America. Berlin 2003.
- mit Mirjana Wittmann: Biljana Srbljanović: Barbelo. Berlin 2009.
- mit Mirjana Wittmann: Biljana Srbljanović: Heuschrecken. Berlin 2011.
- mit Mirjana Wittmann: Tena Štivičić: Funkenflug. Berlin 2008.
- mit Mirjana Wittmann: Zlatko Topčić: M. J. & Scottie Pippen. Berlin 2003.
- mit Mirjana Wittmann und Barbara Antkowiak: Dubravka Ugrešić: Das Ministerium der Schmerzen. Berlin 2005.
- mit Mirjana Wittmann und Barbara Antkowiak: Dubravka Ugrešić: Keiner zu Hause. Berlin 2007.
- mit Mirjana Wittmann: Dubravka Ugrešić: Baba Yaga legt ein Ei. Berlin 2008.
- mit Mirjana Wittmann: Dubravka Ugrešić: Karaokekultur. Berlin 2012.
- mit Mirjana Wittmann: Svetlana Velmar-Janković: Lagum. Frankfurt am Main 2003.